# Vera Cruz (Rio Grande do Sul)
Vera Cruz é um município brasileiro do estado do Rio Grande do Sul. A 165 km de Porto Alegre e a 131 km de Santa Maria, no centro do estado. Sua população, conforme estimativas do IBGE de 2021, era de 27 325 habitantes. Com uma área de 309,621 km², localiza-se na região do Vale do Rio Pardo. Com clima temperado, constitui uma região fisiográfica de transição entre o Planalto e a Depressão Central, contando com vegetação oriunda da Mata Atlântica e do Pampa, e predominância litográfica de rochas vulcânicas.

## História
A origem de Vera Cruz remonta ao ano de 1850, com a chegada dos primeiros imigrantes alemães. Foi chamada no início por Linha Dona Josefa e em 1881 já estavam delimitadas 100 colônias. Então, Linha Dona Josefa e a Linha Vila Teresa passam a constituir o distrito denominado de Vila Teresa (na grafia arcaica Villa Thereza), pela lei provincial nº 1814, de 28 de junho de 1889, e ato municipal nº 10, de 3 de fevereiro de 1896, subordinado ao município de Santa Cruz.
Pelo decreto estadual nº 7199, de 31 de março de 1938, o distrito de Vila Teresa passou a denominar-se apenas Teresa. Logo ficou assim: Vila Teresa para Teresa alterado, pelo decreto citado. O distrito de Teresa torna-se município em 1959 pela Lei estadual nº 3697 de 30 de Janeiro do mesmo ano, com a mudança de denominação para "Vera Cruz".